# Jay C. Buckey
Jay Clark Buckey (New York, 6 giugno 1956) è un ex astronauta e medico statunitense.
Ha partecipato alla missione STS-90 dello Space Shuttle in qualità di specialista di missione per conto della Dartmouth Medical School.